# 芬蘭迪亞大學
芬蘭迪亞大學（英語：Finlandia University）是一所位於美國密西根州漢考克的私立美國福音路德教會大學。這間大學成立於1896年，是密西根上半島唯一的一所私立大學，與美國福音路德教會有密切的關係。2024年，芬蘭迪亞大學倒閉，該大學擁有的三棟建築物陸續被當地的投資者買下。

## 歷史

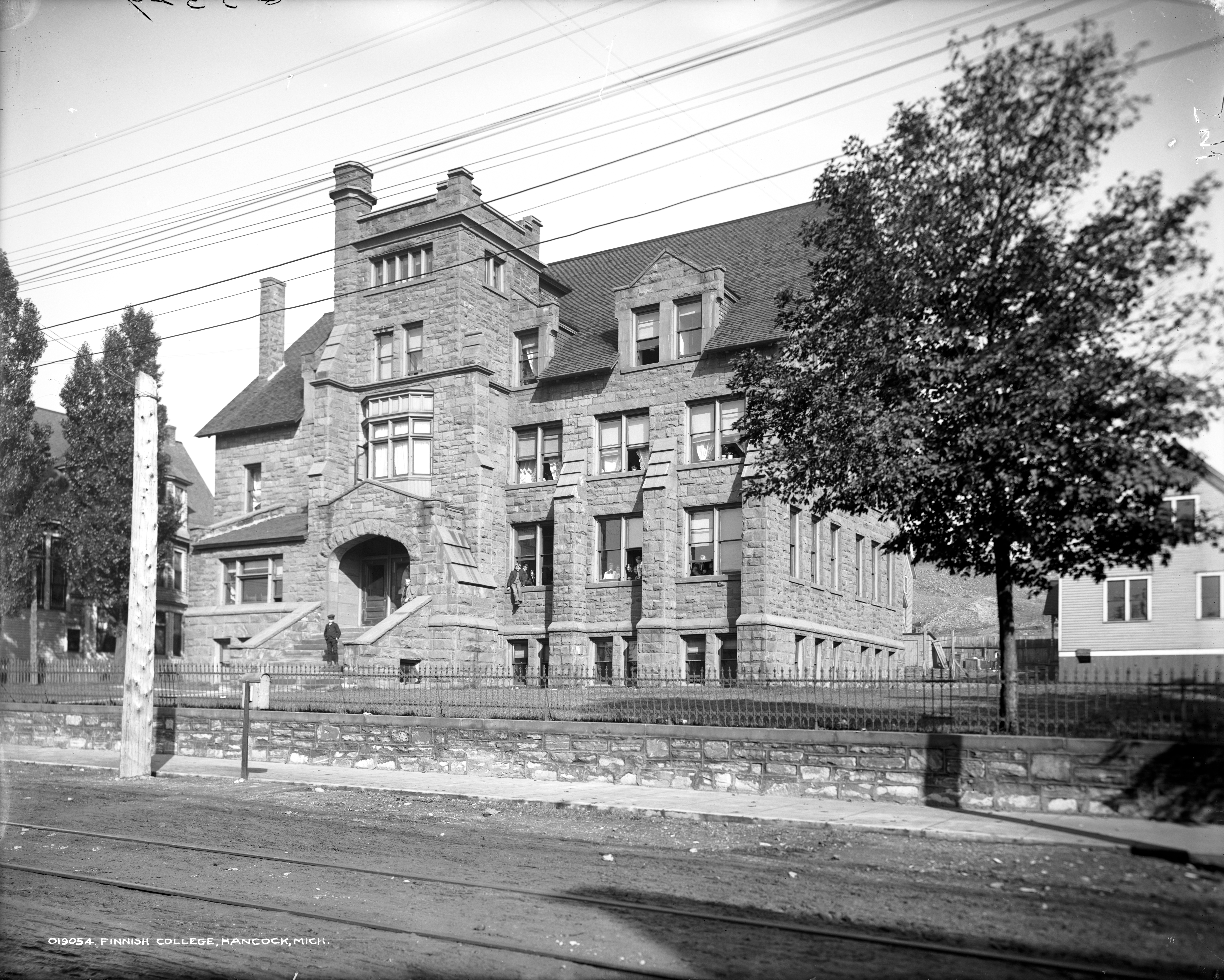
1900年芬蘭學院

芬蘭學院由1855年在芬蘭海梅省海門林納出生的J·K·尼坎德（J. K. Nikander）成立於1896年9月8日，尼坎德在1919年過世。

## 外部連結
- 芬蘭迪亞大學官方網站

## 資料來源
1. ↑  2025 The Institute of Education Sciences
2. ↑  Study Guide to Masters and Bachelors Degree Courses Finlandia University
3. ↑  CBS News:Finlandia University closing, will not enroll students for 2023-2024 academic year
4. ↑  TV6:Looking at the impact of Finlandia University’s closure one year later